# Exequiel Mereles
Exequiel Mereles de la Quintana (San Carlos, Maldonado, 16 de septiembre de 2005) es un futbolista uruguayo. Juega de extremo izquierdo y su equipo actual es el Club Nacional de Football de la Primera División de Uruguay. 

## Trayectoria
Comenzó a jugar al baby fútbol con 3 años en el Club Atlético Atenas de San Carlos, donde realizó toda su formación infantil. En 2019 inició su etapa juvenil en la sub-14, se destacó con 26 goles en 17 partidos. Al año siguiente jugó 3 partidos con la sub-15 y anotó 2 goles, pero lo adelantaron una categoría y defendió la sub-16 en 8 oportunidades, convirtió 9 goles.
Fue invitado a entrenar en varias oportunidades con el primer equipo y fue ascendido a mediados de 2021, por el entrenador Diego Forlán. Debutó como profesional el 15 de junio, en la segunda fecha del Torneo Regular de Segunda División, ingresó al comienzo del segundo tiempo para enfrentar a Danubio pero perdieron 2-1. Jugó su primer partido oficial con 15 años y 8 meses.
En su primera temporada como profesional, disputó 7 partidos con los profesionales, Atenas culminó el Campeonato 2021 en novena posición, además defendió la sub-17 del club en 5 ocasiones, anotó 3 goles, y jugó 3 veces con la sub-19, donde convirtió 1 tanto.
La siguiente temporada tuvo más participación con el plantel principal. En la primera ronda de la Copa Uruguay 2022 jugaron contra Lavalleja y empataron 1-1 en tiempo reglamentario, por lo que fueron a penales, Mereles picó el suyo y ganaron la definición por 4-5. El 30 de julio convirtió su primer gol, contra Central Español. Totalizó 16 encuentros con los profesionales, también jugó con la sub-17 en 2 oportunidades y anotó 1 gol, con la sub-19 convirtió 5 goles en 13 partidos.
Durante 2023 mantuvo su regularidad con los profesionales, jugó 13 partidos y convirtió 2 goles, además defendió en 2 oportunidades la sub-19 y anotó 1 gol.
Fue fichado por el Club Nacional de Football a comienzos de 2024, en principio se incorporó a Tercera División. Dejó Atenas con 36 partidos jugados y 3 goles, tras más de 15 años en el club fernandino.
Realizó su debut en el primer equipo albo el 25 de septiembre, en partido disputado ante Frontera Rivera por Copa Uruguay 2024, convirtió un gol y brindó una asistencia, en lo que fue el triunfo a domicilio 1-5.

## Selección nacional
Exequiel ha sido parte de la selección de Uruguay en las categorías juveniles sub-17 y sub-20.
El 3 de diciembre de 2020 recibió su primera citación para entrenar con la selección de Uruguay, por el entrenador Diego Demarco de la categoría sub-17. A pesar de ser un año menor de la categoría mostró buen nivel por lo que volvió a ser convocado en futuras citaciones, hasta que fue seleccionado para viajar a España y jugar un torneo internacional amistoso.
Debutó con la selección el 26 de agosto de 2021, en el segundo partido del COTIF, ingresó en el segundo tiempo para enfrentar a Alzira pero fueron derrotados 1-0. En el tercer partido del torneo amistoso español volvió a tener minutos, esta vez ingresó en el segundo tiempo por Anderson Duarte para enfrentar a Villarreal pero perdieron nuevamente por la mínima.
Debido a la Pandemia de COVID-19 se cancelaron los Campeonatos Sudamericanos de CONMEBOL en 2021, por lo tanto finalizaron los entrenamientos de la categoría sub-17.
A comienzos de 2022 el entrenador de la selección absoluta Diego Alonso lo convocó para entrenar con un combinado juvenil.
A pesar de dar ventaja de 2 años, fue convocado por el entrenador Marcelo Broli para defender el país en los Juegos Suramericanos de 2022 en Paraguay. Debutó en la categoría sub-20 con 17 años recién cumplidos, el 4 de octubre de 2022, ingresó al minuto 83 por Luciano Rodríguez, los pocos minutos que tuvo fueron suficientes para convertir su primer gol con la Celeste y vencieron 1-3 a Venezuela. Uruguay finalizó el torneo en cuarta posición tras ser derrotados por Colombia en el partido por la medalla de bronce, Mereles estuvo presente en los 5 encuentros disputados.
Fue citado por Marcelo Bielsa para ser parte de un grupo sparring de la selección mayor, como preparación de las eliminatorias de septiembre de 2023.
Volvió a ser convocado a la sub-20 en agosto de 2024, por el entrenador Fabián Coito. Disputó 3 partidos amistosos en su segunda etapa con la categoría, pero debido a que hace poco se había recuperado de una lesión no fue citado al Sudamericano Sub-20 de 2025.

## Estadísticas

### Clubes
Actualizado al último partido citado el 6 de julio de 2025.
| Club                        | Div.          | Temporada     | Liga  | Liga  | Liga   | Copas nacionales | Copas nacionales | Copas nacionales | Copas internacionales | Copas internacionales | Copas internacionales | Total | Total | Total  |
| Club                        | Div.          | Temporada     | Part. | Goles | Asist. | Part.            | Goles            | Asist.           | Part.                 | Goles                 | Asist.                | Part. | Goles | Asist. |
| --------------------------- | ------------- | ------------- | ----- | ----- | ------ | ---------------- | ---------------- | ---------------- | --------------------- | --------------------- | --------------------- | ----- | ----- | ------ |
| C. A. Atenas · Uruguay      | 2.ª           | 2021          | 7     | 0     | 0      | —                | —                | —                | —                     | —                     | —                     | 7     | 0     | 0      |
| C. A. Atenas · Uruguay      | 2.ª           | 2022          | 14    | 1     | 0      | 2                | 0                | 0                | —                     | —                     | —                     | 16    | 1     | 0      |
| C. A. Atenas · Uruguay      | 2.ª           | 2023          | 13    | 2     | 1      | -                | -                | -                | —                     | —                     | —                     | 13    | 2     | 1      |
| C. A. Atenas · Uruguay      | Total club    | Total club    | 34    | 3     | 1      | 2                | 0                | 0                | 0                     | 0                     | 0                     | 36    | 3     | 1      |
| C. Nacional de F. · Uruguay | 1.ª           | 2024          | 3     | 1     | 1      | 4                | 1                | 1                | 0                     | 0                     | 0                     | 7     | 2     | 2      |
| C. Nacional de F. · Uruguay | 1.ª           | 2025          | 7     | 1     | 3      | -                | -                | -                | 1                     | 0                     | 0                     | 8     | 1     | 3      |
| C. Nacional de F. · Uruguay | Total club    | Total club    | 10    | 2     | 4      | 4                | 1                | 1                | 1                     | 0                     | 0                     | 15    | 3     | 5      |
| Total carrera               | Total carrera | Total carrera | 41    | 5     | 4      | 6                | 1                | 1                | 1                     | 0                     | 0                     | 48    | 6     | 5      |
| 1. 2.                       |               |               |       |       |        |                  |                  |                  |                       |                       |                       |       |       |        |

### Selección
Actualizado al último partido citado el 4 de diciembre de 2024.
| Selección         | Temporada         | Continental | Continental | Continental | Mundial      | Mundial      | Mundial      | Amistosos | Amistosos | Amistosos | Total | Total | Total  |
| Selección         | Temporada         | Part.       | Goles       | Asist.      | Part.        | Goles        | Asist.       | Part.     | Goles     | Asist.    | Part. | Goles | Asist. |
| ----------------- | ----------------- | ----------- | ----------- | ----------- | ------------ | ------------ | ------------ | --------- | --------- | --------- | ----- | ----- | ------ |
| Sub-17 · Uruguay  | 2021              | -           | -           | -           | -            | -            | -            | 3         | 0         | 0         | 3     | 0     | 0      |
| Sub-17 · Uruguay  | Total sel.        | 0           | 0           | 0           | 0            | 0            | 0            | 3         | 0         | 0         | 3     | 0     | 0      |
| Sub-20 · Uruguay  | 2022              | 5           | 1           | 0           | —            | —            | —            | 0         | 0         | 0         | 5     | 1     | 0      |
| Sub-20 · Uruguay  | 2024              | —           | —           | —           | —            | —            | —            | 3         | 0         | 0         | 3     | 0     | 0      |
| Sub-20 · Uruguay  | 2025              | -           | -           | -           | No clasificó | No clasificó | No clasificó | 0         | 0         | 0         | 0     | 0     | 0      |
| Sub-20 · Uruguay  | Total sel.        | 5           | 1           | 0           | 0            | 0            | 0            | 3         | 0         | 0         | 8     | 1     | 0      |
| Total selecciones | Total selecciones | 5           | 1           | 0           | 0            | 0            | 0            | 6         | 0         | 0         | 11    | 1     | 0      |
| 1.                |                   |             |             |             |              |              |              |           |           |           |       |       |        |